# NDUFS7
NDUFS7 (англ. NADH:ubiquinone oxidoreductase core subunit S7) – білок, який кодується однойменним геном, розташованим у людей на короткому плечі 19-ї хромосоми. Довжина поліпептидного ланцюга білка становить 213 амінокислот, а молекулярна маса — 23 564.
| 10         |  | 20         |  | 30         |  | 40         |  | 50         |
| ---------- |  | ---------- |  | ---------- |  | ---------- |  | ---------- |
| MAVLSAPGLR |  | GFRILGLRSS |  | VGPAVQARGV |  | HQSVATDGPS |  | STQPALPKAR |
| AVAPKPSSRG |  | EYVVAKLDDL |  | VNWARRSSLW |  | PMTFGLACCA |  | VEMMHMAAPR |
| YDMDRFGVVF |  | RASPRQSDVM |  | IVAGTLTNKM |  | APALRKVYDQ |  | MPEPRYVVSM |
| GSCANGGGYY |  | HYSYSVVRGC |  | DRIVPVDIYI |  | PGCPPTAEAL |  | LYGILQLQRK |
| IKRERRLQIW |  | YRR        |  |            |  |            |  |            |

A: Аланін

C: Цистеїн

D: Аспарагінова кислота

E: Глутамінова кислота

F: Фенілаланін

G: Гліцин

H: Гістидин

I: Ізолейцин

K: Лізин

L: Лейцин

M: Метіонін

N: Аспарагін

P: Пролін

Q: Глутамін

R: Аргінін

S: Серин

T: Треонін

V: Валін

W: Триптофан

Кодований геном білок за функцією належить до оксидоредуктаз. 
Задіяний у таких біологічних процесах, як транспорт, транспорт електронів, дихальний ланцюг, альтернативний сплайсинг. 
Білок має сайт для зв'язування з НАД, іонами металів, іоном заліза, групою 4Fe-4S, залізо-сірчаною групою, убіхіноном. 
Локалізований у мітохондрії.